# Wahlkreis Pest II
Der Wahlkreis Pest II (Langform Wahlkreis Pest II – Lipótváros) war ein Wahlkreis im Komitat Pest-Pilis-Solt für die Wahlen des Abgeordnetenhauses im Ungarischen Reichstag (bis 1867 Landtag genannt).

## Beschreibung
Der Wahlkreis war einer von 21 Wahlkreisen des Pest-Pilis-Solt. Als einer von fünf Wahlkreisen des Stadtteils Pest von Budapest umfasste er größtenteils die Pester Leopoldstadt (ung. Lipótváros) bzw. den heutigen nördlichen Teil des V. Budapester Bezirks. Vor der Entstehung von Budapest im Jahr 1873 war er einer der fünf Wahlkreise der eigenständigen Stadt Pest. Im Zuge der Komitatsreform 1876 wurden auch die Wahlkreise des Königreichs Ungarn reformiert. Der Wahlkreis Pest II wurde aufgelöst und zu den Wahlen 1878 in den Wahlkreis Budapest V umgegliedert.

## Abgeordnete
Folgende Abgeordnete wurden bei den Wahlen im Wahlkreis Pest II gewählt:
| Name            | Partei                            | Wahl | Amtszeit                             |
| --------------- | --------------------------------- | ---- | ------------------------------------ |
| Dániel Irányi   | –                                 | 1848 | 5. Juli 1848 – 13. August 1849       |
| László Szalay   | Felirati Párt (Adress-Partei)     | 1861 | 6. April 1861 – 22. August 1861      |
| Zsigmond Kemény | Deák Párt (Deák-Partei)           | 1865 | 14. Dezember 1865 – 9. Dezember 1868 |
| Mór Wahrmann    | Deák Párt (Deák-Partei)           | 1869 | 22. April 1869 – 15. April 1872      |
| Mór Wahrmann    | Deák Párt (Deák-Partei)           | 1872 | 3. September 1872 – 24. Mai 1875     |
| Mór Wahrmann    | Szabadelvű Párt (Liberale Partei) | 1875 | 30. August 1875 – 29. Juni 1878      |